# Zakrzów (gromada w powiecie kozielskim)
Zakrzów – dawna gromada, czyli najmniejsza jednostka podziału terytorialnego Polskiej Rzeczypospolitej Ludowej w latach 1954–1972.
Gromady, z gromadzkimi radami narodowymi (GRN) jako organami władzy najniższego stopnia na wsi, funkcjonowały od reformy reorganizującej administrację wiejską przeprowadzonej jesienią 1954 do momentu ich zniesienia z dniem 1 stycznia 1973, tym samym wypierając organizację gminną w latach 1954–1972.
Gromadę Zakrzów z siedzibą GRN w Zakrzowie utworzono – jako jedną z 8759 gromad na obszarze Polski – w powiecie kozielskim w woj. opolskim, na mocy uchwały nr VII/22/54 WRN w Opolu z dnia 4 października 1954. W skład jednostki weszły obszary dotychczasowych gromad Zakrzów, Sukowice i Steblów ze zniesionej gminy Cisek oraz osada Kochaniec z dotychczasowej gromady Jaborowice ze zniesionej gminy Polska Cerekiew w tymże powiecie. Dla gromady ustalono 21 członków gromadzkiej rady narodowej.
Gromadę zniesiono 1 stycznia 1969, a jej obszar włączono do gromad: Polska Cerekiew (wieś Zakrzów) i Cisek (wsie Sukowice i Steblów) w tymże powiecie.